# Świadkowie Jehowy w Belize
Świadkowie Jehowy w Belize – społeczność wyznaniowa w Belize, należąca do ogólnoświatowej wspólnoty Świadków Jehowy, licząca w 2023 roku 2492 głosicieli, należących do 53 zborów. Na dorocznej uroczystości Wieczerzy Pańskiej w 2023 roku zgromadziło się 7698 osób (ok. 2% mieszkańców). Działalność miejscowych głosicieli koordynuje Środkowoamerykańskie Biuro Oddziału w El Tejocote na przedmieściach stolicy Meksyku. Biuro Krajowe mieści się w Belize City.

## Historia

### Początki
W roku 1923 jamajski współwyznawca James Gordon, ochrzczony w 1918 roku, osiadł w należącej do Majów wiosce Bomba i dzielił się swoimi wierzeniami z sąsiadami oraz znajomymi. W roku 1933 Freida Johnson ze Stanów Zjednoczonych wynajęła pokój w Belize City i rozpoczęła regularną działalność kaznodziejską w stolicy oraz na terenach wiejskich. Dzięki jej staraniom Biblią zainteresował się miejscowy piekarz Thaddius Hodgeson, napotkała też Jamesa Gordona. Wkrótce osoby te zaczęły utrzymywać ze sobą stały kontakt.
W 1934 roku Thaddius Hodgeson został pierwszym miejscowym głosicielem w Belize. W działalności kaznodziejskiej korzystał z gramofonu i nagrań wykładów biblijnych Josepha F. Rutherforda, które odtwarzał w sobotnie wieczory. Wkrótce kilka osób zainteresowało się głoszonym orędziem, a Thaddius rozpoczął organizowanie zebrań religijnych w swojej piekarni (później odbywały się one również w innych częściach Belize City). W tym czasie James Gordon rozpoczął intensywną działalność w okolicach wioski Bomba. W roku 1941 w wodach Morza Karaibskiego ochrzczono pierwszą grupę miejscowych Świadków Jehowy. W 1944 roku działalność kaznodziejską prowadziło 7 osób.

### Rozwój działalności
5 października 1945 roku do Belize (do roku 1973 Honduras Brytyjski, do roku 1981 kolonia brytyjska) dotarli Elmer Ihrig i Charles Heyen, pierwsi misjonarze, absolwenci 1. klasy Biblijnej Szkoły Gilead. Na krótko przed ich przybyciem w kraju zniesiono zakaz rozpowszechniania literatury Świadków Jehowy, który obowiązywał przez pewien czas. Misjonarze rozpoczęli działalność w stolicy. Rok po ich przybyciu w kraju było 16 głosicieli.
W 1946 roku Belize odwiedzili Nathan H. Knorr oraz Frederick W. Franz i utworzyli Biuro Oddziału. Zorganizowali działalność miejscowej grupy oraz zachęcili ją do prowadzenia działalności kaznodziejskiej. Podczas wizyty Nathan H. Knorr wygłosił również wykład biblijny do 102 słuchaczy, w którym zachęcił ich do studiowania Biblii. W ciągu dwóch lat przybyły do kraju trzy małżeństwa, rozpoczynając działalność kaznodziejską. W roku 1948 w całym kraju działało przeciętnie 38 głosicieli, a poza stolicą działały 4 niewielkie zbory.
W grudniu 1949 roku do kraju przybył ponownie Nathan H. Knorr, który w domu misjonarskim spotkał się z misjonarzami i udzielił im zachęt. W styczniu 1950 roku w stolicy kraju w Liberty Hall wygłoszono cztery wykłady specjalne. W zebraniach studium Strażnicy uczestniczyło około 170 osób. Nadzorcą oddziału był Donald Snider.
W latach 1951–1957 do kraju przybyło 10 kolejnych misjonarzy Świadków Jehowy. W czerwcu 1957 roku urząd nadzorujący pracę policji oraz politykę emigracyjną z polecenia gubernatora wydał decyzję o wstrzymaniu zgody na przyjazd kolejnych misjonarzy. Zaczął się blisko pięcioletni okres składania odwołań od tej decyzji. W październiku 1961 roku Kancelaria Rządu poinformowała Biuro Oddziału, że Rząd Hondurasu Brytyjskiego wydał tymczasową zgodę na wjazd do kraju kolejnych misjonarzy, mających zastąpić tych, którzy w kraju działali. Dzięki tej decyzji w 1962 roku do Belize przybyło małżeństwo misjonarzy z Jamajki.
W roku 1957 działalność prowadziło 176 głosicieli należących do 7 zborów. W roku 1961 było 236 głosicieli. W roku 1959 wybudowano dwukondygnacyjny budynek, do którego przeniesiono Biuro Oddziału i dom misjonarski. Na piętrze urządzono Salę Królestwa, z której korzystał zbór w stolicy.
W roku 1954 Natalia Contreras z Gwatemali odwiedziła rodzinę w Benque Viejo, by swoich krewnych zapoznać z wierzeniami Świadków Jehowy. Zapoczątkowała w ten sposób działalność w języku hiszpańskim na terenie Belize. Rok później do tego miasteczka skierowano Leslie Pitchera, znającego ten język. W roku 1956 część programu zgromadzenia obwodowego i okręgowego przedstawiono w języku hiszpańskim. W lutym 1968 roku w Sali Królestwa w Orange Walk zorganizowano w tym języku całe zgromadzenie obwodowe, na którym było obecnych 85 osób, a 4 ochrzczono. Z czasem grupa w Benque Viejo przekształciła się w zbór, a w Orange Walk zbór hiszpańskojęzyczny powstał w październiku 1964 roku.
W 1963 roku zorganizowano pomoc humanitarną dla poszkodowanych przez huragan Hattie. Z różnych biur oddziałów nadesłano odzież i inne potrzebne rzeczy. Trafiły one zarówno do Świadków Jehowy, jak też ich sąsiadów. Budynek, w którym znajdowało się Biuro Oddziału oraz Sala Królestwa, był jednym z nielicznych, które ocalały z huraganu. Dlatego gdy władze poprosiły o udostępnienie Sali Królestwa na schronienie dla poszkodowanych, został on udostępniony. Z powodu zniszczeń stolicę kraju przeniesiono do Belmopan, położonego w głębi kraju.
W roku 1968 w stolicy zorganizowano pierwszy kongres międzynarodowy pod hasłem „Synowie Boży – synami wolności” z udziałem 755 osób, a 10 osób zostało ochrzczonych. W kraju działało 370 głosicieli. W roku 1978 w Belize City odbył się kongres pod hasłem „Zwycięska wiara”.
W roku 1971 zorganizowano działalność wśród Majów Mopan i Kekchi. Z czasem we wsiach Majów w Mango Creek i w San Antonio powstały zbory. W tym samym czasie podjęto starania, by do miejscowości: Hopkins, Seine Bight, Placencia, Punta Negra i Monkey River docierać drogą morską, gdyż nie było drogi lądowej. Do mieszkańców tych miejscowości docierano korzystając z wynajmowanych łodzi.
W latach 70. XX wieku zgromadzenia organizowano na małej wyspie Bird’s Isle, położonej 120 metrów od południowo-wschodnich krańców miasta Belize. W marcu 1983 roku wydzierżawiono od władz działkę w Ladyville. Najpierw na działce wzniesiono prowizoryczną konstrukcję, pod którą organizowano zgromadzenia obwodowe i okręgowe, a w roku 1988 na jej miejscu postawiono stalową halę, która służyła za Salę Zgromadzeń.
W 2000 roku zorganizowano pomoc humanitarną dla poszkodowanych przez huragan Keith, który dotknął mieszkańców San Pedro na wyspach Ambergris Cay i Cay Caulker. 57 głosicieli mieszkających na tym terenie straciło swój dobytek. W kolejnych tygodniach najpierw głosicielom przekazano niezbędne rzeczy, a następnie grupy ochotników pomogły poszkodowanym współwyznawcom oczyścić i naprawić domy oraz miejscową Salę Królestwa.
W 2000 roku Biuro Oddziału zorganizowało pierwszy kurs języka chińskiego, by w trakcie działalności kaznodziejskiej docierać do społeczności chińskojęzycznej. Wkrótce utworzono grupę chińską, która z czasem przekształciła się w zbór chińskojęzyczny. 1 stycznia 2001 roku nadzór nad działalnością przejęło meksykańskie Biuro Oddziału. 16 marca 2002 oddano do użytku kompleks dwóch Sal Królestwa, domu misjonarskiego i odnowionej Sali Zgromadzeń, a w uroczystości otwarcia, która odbyła się następnego dnia, wziął udział członek Ciała Kierowniczego Gerrit Lösch, który wygłosił okolicznościowe przemówienie.
W 2007 roku 325 pionierów z Meksyku przeprowadziło się do Belize, by wspierać działalność kaznodziejską na terenach rzadko opracowywanych. W tym samym roku zorganizowano pomoc humanitarną dla poszkodowanych przez huragan Dean. Naprawiono należące do Świadków Jehowy domy i Sale Królestwa.
W 2011 roku w Belize działało 2322, w roku 2013 – 2347 głosicieli, w 2021 roku – 2665 głosicieli, a na uroczystości Wieczerzy Pańskiej zebrało się 9187 osób.
28 czerwca 2020 roku Joshua Killgore, członek Środkowoamerykańskiego Komitetu Oddziału, ogłosił w nagranym wcześniej przemówieniu wydanie Chrześcijańskich Pism Greckich w Przekładzie Nowego Świata w języku kreolskim Belize. W związku z pandemią COVID-19 zorganizowano specjalne zebranie w trybie wideokonferencji, w którym uczestniczyło ponad 1300 osób posługujących się tym językiem. W Belize 867 głosicieli należy do zborów posługujących się językiem kreolskim Belize, dodatkowo 58 głosicieli działa w grupach tego języka na terenie Stanów Zjednoczonych.
W kraju działają zbory posługujące się amerykańskim językiem migowym, angielskim, hiszpańskim, kreolskim Belize, kekchi, maja-mopan, mandaryńskim oraz dialektem dolnoniemieckim.